# زندگی و روزگار قاضی روی بین
زندگی و روزگار قاضی روی بین (انگلیسی: The Life and Times of Judge Roy Bean) فیلمی در ژانر وسترن و کمدی به کارگردانی جان هیوستون است که در سال ۱۹۷۲ منتشر شد.

## بازیگران
- پل نیومن
- ژاکلین بیست
- آنتونی پرکینز
- ویکتوریا پرینسیپال
- اوا گاردنر
- تب هانتر
- جان هیوستون
- استیسی کیچ
- رادی مک‌داول
- ند بیتی
- ریچارد فارنزورث
- آنتونی زربی
- بیل مک‌کینی
- استیو کانالی